# Mel Sterland
Melvyn „Mel“ Sterland (* 1. Oktober 1961 in Sheffield) ist ein ehemaliger englischer Fußballspieler. Der rechte Außenverteidiger galt als einer der besten Spieler von Sheffield Wednesday der 1980er-Jahre und war sowohl für seine schnellen Antritte über die Außenbahn als auch die präzisen Flanken bekannt. Später wechselte er zu Leeds United und gewann dort 1992 die englische Meisterschaft, bevor er sich nur kurze Zeit später eine schwere Verletzung zuzog und sich nach Ende der Saison 1993/94 aus dem Profifußball zurückzog.

## Sportlicher Werdegang

### Sheffield Wednesday (1978–1989)
Der bei Sheffield Wednesday ausgebildete Sterland durchlief die Nachwuchsmannschaften und war dabei zumeist auf der Stürmerposition zu finden. In dieser Rolle kam er auch im Alter von 17 Jahren am 17. Mai 1979 gegen den FC Blackpool in der dritten Liga zu seinem Debüt in der A-Mannschaft und schoss auf Anhieb sein erstes Tor. Es war Jack Charltons Kotrainer John Harris, der ihn schließlich zum rechten Außenverteidiger umschulte. Die Maßnahme zahlte sich aus und fortan war Sterland nicht nur unumstrittener Stammspieler auf dieser Position, sondern kam später auch in der englischen U-21-Auswahl zu ersten Einsätzen. Dazu gesellten sich die positiven Entwicklungen von Sheffield Wednesday. 1980 glückte zunächst der Aufstieg in die Zweitklassigkeit und vier Jahre später unter Howard Wilkinson in die First Division. Dabei sorgten zwei Elfmetertore von Sterland zu 1:0-Siegen für wichtige Punkte; der Erfolg gegen Crystal Palace im April 1984 war dabei sogar der entscheidende Schritt zum Aufstieg.
Auch in der obersten englischen Spielklasse bestätigte Sterland seine bisherigen Leistungen. Ausdruck seiner Vielseitigkeit war, dass er die ersten Spieltage der Saison 1988/89 als Stürmer aushalf. Außerdem war er mittlerweile nicht nur zum Mannschaftsführer aufgestiegen, sondern war auch der erste englische Nationalspieler der „Owls“ seit Ron Springett gut zwei Jahrzehnte zuvor.
Seine Zeit bei Sheffield neigte sich etwas unerwartet ab November 1988 dem Ende entgegen, als zunächst Trainer Wilkinson den Verein verließ und Nachfolger Peter Eustace Sterland die Kapitänsbinde entzog. Dieser bat im Anschluss um die Freigabe für einen Vereinswechsel und Eustaces Nachfolger Ron Atkinson ließ ihn im März 1989 für die damals vereinsintern höchste Verkaufssumme von 800.000 Pfund zu den schottischen Glasgow Rangers ziehen, um dieses Geld später in den Transfer von Carlton Palmer zu reinvestieren.
Sterlands Aufenthalt in Schottlands erster Liga war unter dem englischen Trainer Graeme Souness nur von kurzer Dauer. Er absolvierte neun Ligaspiele, schoss dabei drei Tore und gewann in der kurzen Zeit die schottische Meisterschaft, bevor er sich zur Rückkehr nach England entschloss. Dabei schlug er ein Angebot des Erstligisten Queens Park Rangers aus und ging stattdessen im Juli 1989 zurück zu seinem alten Trainer Howard Wilkinson, der zwischenzeitlich beim Zweitligisten Leeds United die Regie übernommen hatte.

### Leeds United (1989–1994)
Schnell war Sterland wieder integraler Bestandteil eines von Wilkinson betreuten Teams und als Stammspieler auf der rechten Abwehrseite steuerte er in seiner ersten Saison 1989/90 einen wesentlichen Beitrag zum Aufstieg in die First Division bei. Auch in der obersten englischen Spielklasse etablierte er sich in neuer Umgebung rasch und neben seinen dynamischen Offensivläufen bereitete er mit präzisen Flanken so manchen Treffer des Torjägers Lee Chapman vor. Nach einem überraschend guten vierten Rang als Aufsteiger gewann Leeds United 1992 die englische Meisterschaft. Dazu steuerte der vor allem bei Freistößen gefürchtete Sterland sechs Ligatore in 31 Einsätzen bei.
Dem größten Erfolg in Sterlands Profikarriere folgte ein schneller Rückschlag, als er sich nach nur drei absolvierten Partien in der neu geschaffenen Premier League schwer verletzte. Eine Blessur am rechten Knöchel war derart schwerwiegend, dass er sich einer Reihe von Operationen unterzog, wozu auch die Entfernung einer Sehne gehörte. Eine entscheidende Besserung setzte jedoch nicht ein und dem langen Kampf um die Fortführung seiner Profikarriere setzte er 1994 mit der Bekanntgabe seines Rücktritts ein Ende.

### Englische Nationalmannschaft
Zwischen 1983 und 1984 absolvierte Sterland sieben Länderspiele für die englische U-21-Auswahl und gewann dabei 1984 die U-21-Europameisterschaft. Am 16. November 1988 debütierte er unter Trainer Bobby Robson für die A-Nationalmannschaft, als die „Three Lions“ in einem Freundschaftsspiel Saudi-Arabien in Riad gegenüberstanden. Die Partie endete mit einem 1:1-Remis und sorgte für Kritik im englischen Blätterwald. Stammspieler auf der rechten Seite war zudem Gary Stevens und der aufstrebende Paul Parker sorgte später für zusätzliche Konkurrenz, was dazu führte, dass Sterland zu keinem weiteren Einsatz in der A-Nationalmannschaft kam. Stattdessen agierte er zwischen 1987 und 1990 vorwiegend in der B-Auswahl und bestritt für diese drei Länderspiele.

## Nach der Profikarriere
Im Sommer 1994 übernahm Sterland das Amt des Spielertrainers beim semiprofessionellen Klub Boston United und blieb dort bis Mai 1996. Dabei kam er in dieser Zeit selbst noch einmal in 38 Pflichtspielen zum Zug. Weitere Stationen waren danach Denaby United und ab 1997 Stalybridge Celtic. Neben und nach dem Fußball ging er einem bürgerlichen Beruf als Handelsvertreter nach und gründete später eine Agentur, die sich um die Beratung von Fußballern in finanziellen Angelegenheit wie Hypotheken, Rentenfragen, aber auch Transfermodalitäten kümmert.
Im Jahr 2003 erlitt Sterland eine Lungenembolie durch ein im Bein entstandenes Gerinnsel und überlebte nur durch eine Operation. Fünf Jahre später veröffentlichte er seine Autobiografie mit dem Titel Boozing, Betting & Brawling. Darin verarbeitete er auch die beiden Jahre als verletzter Profispieler vor seinem offiziellen Rücktritt, in denen er nach eigenen Angaben Selbstmordgedanken entwickelte.

## Titel/Auszeichnungen
- Englische Meisterschaft (1): 1992
- Schottische Meisterschaft (1): 1989
- U-21-Europameisterschaft (1): 1984